# Bendis impar
Bendis impar är en fjärilsart som beskrevs av Achille Guenée 1852. Bendis impar ingår i släktet Bendis och familjen nattflyn. Inga underarter finns listade i Catalogue of Life.